# São Francisco-kerk

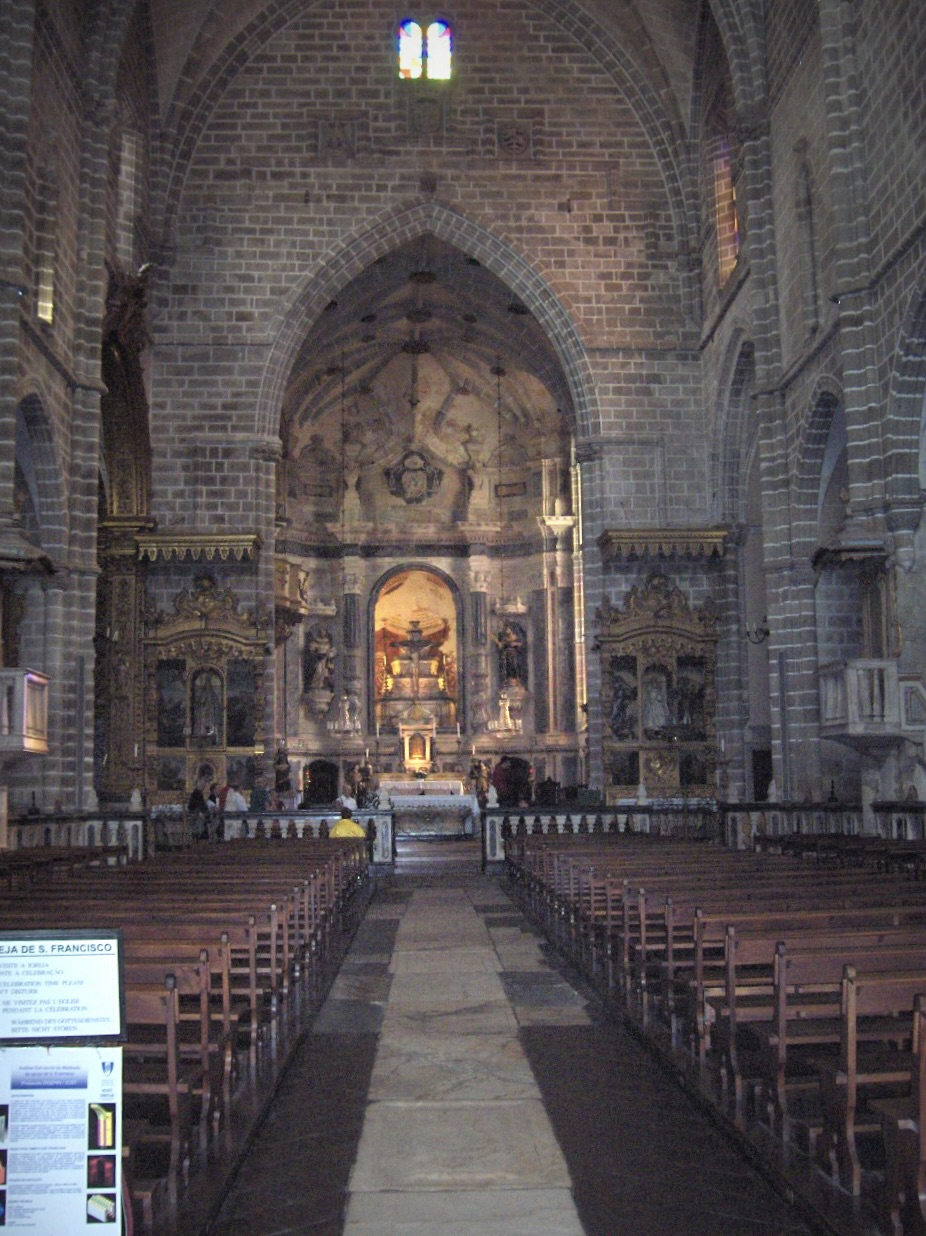

De São Francisco-kerk in Évora is een kerk van een voormalig klooster. Hier bevindt zich de Capela dos Ossos, een ossuarium.

## De kerk
De bouw van de São Francisco-kerk duurde bijna 75 jaar, namelijk tussen 1475 en de jaren 1550. Het werd tijdens de contrareformatie in gotische stijl gebouwd door franciscaanse monniken op de plaats waar voorheen een romaanse kerk uit 1226 had gestaan. Vernieuwend was dat de kerk gebouwd werd zonder losstaande zuilen. Er zijn zeven nissen waarin een altaar te bewonderen is. De muren zijn bekleed met Nederlandse tegels, want Portugal begon pas later zelf tegels te maken. De schilderijen zijn door Vlaamse meesters gemaakt.
In de eerste nis links staat een doopvont.
Het linker koor is in barok-stijl gemaakt, het rechter koor in renaissance-stijl.

## Kapel van de botten
De kapel werd in 1816 gebouwd. Er werden ongeveer 5.000 schedels en beenderen van voormalige monniken gebruikt om deze kapel te maken. Alleen het altaar, de vloer en het plafond werden niet van botten gemaakt. Bij de entree staat een spreuk: "Nos ossos que aqui estamos pelos vosso esperamos" (onze botten die hier zijn wachten op die van u). 

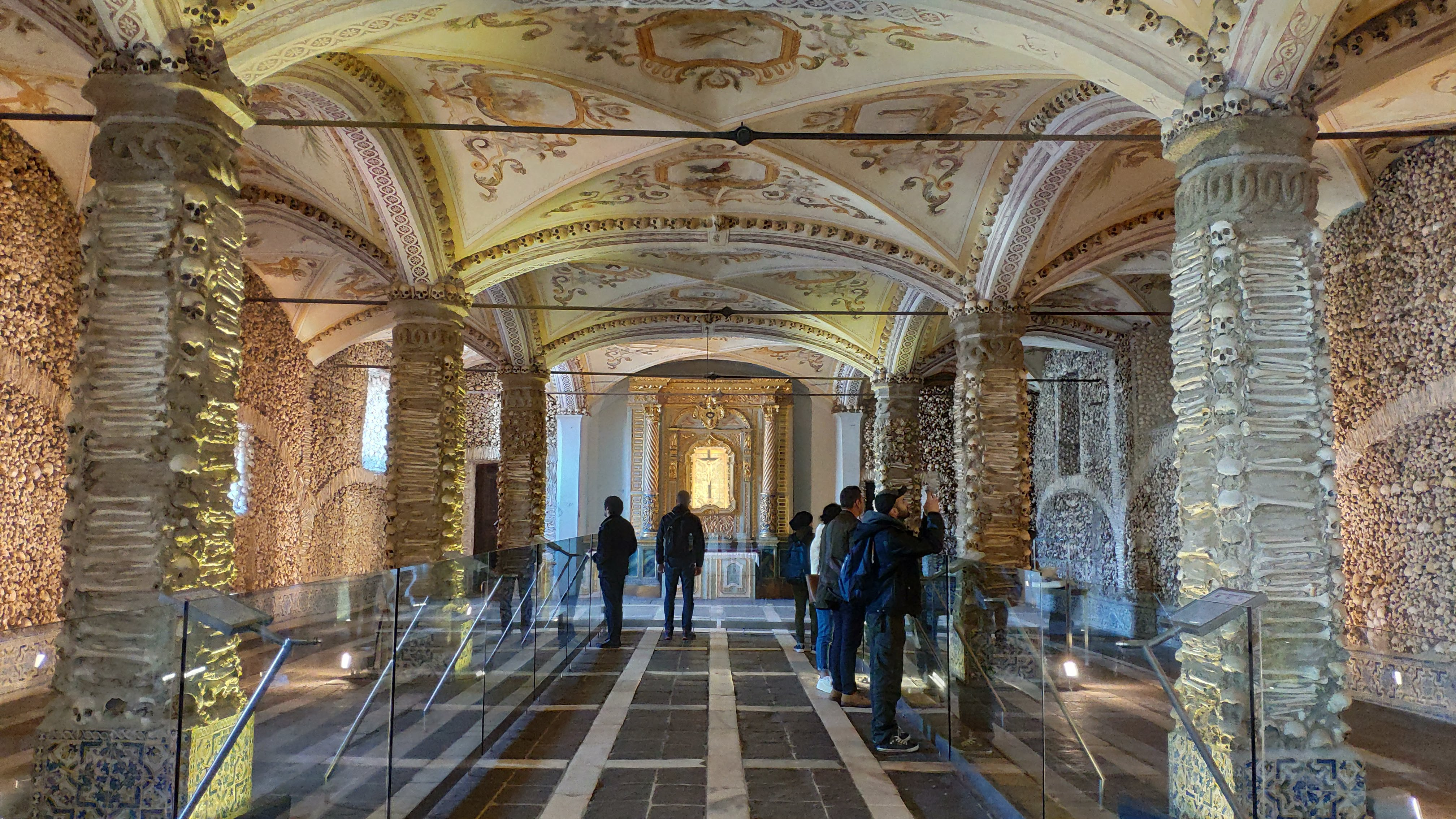
Overzicht van de kapel
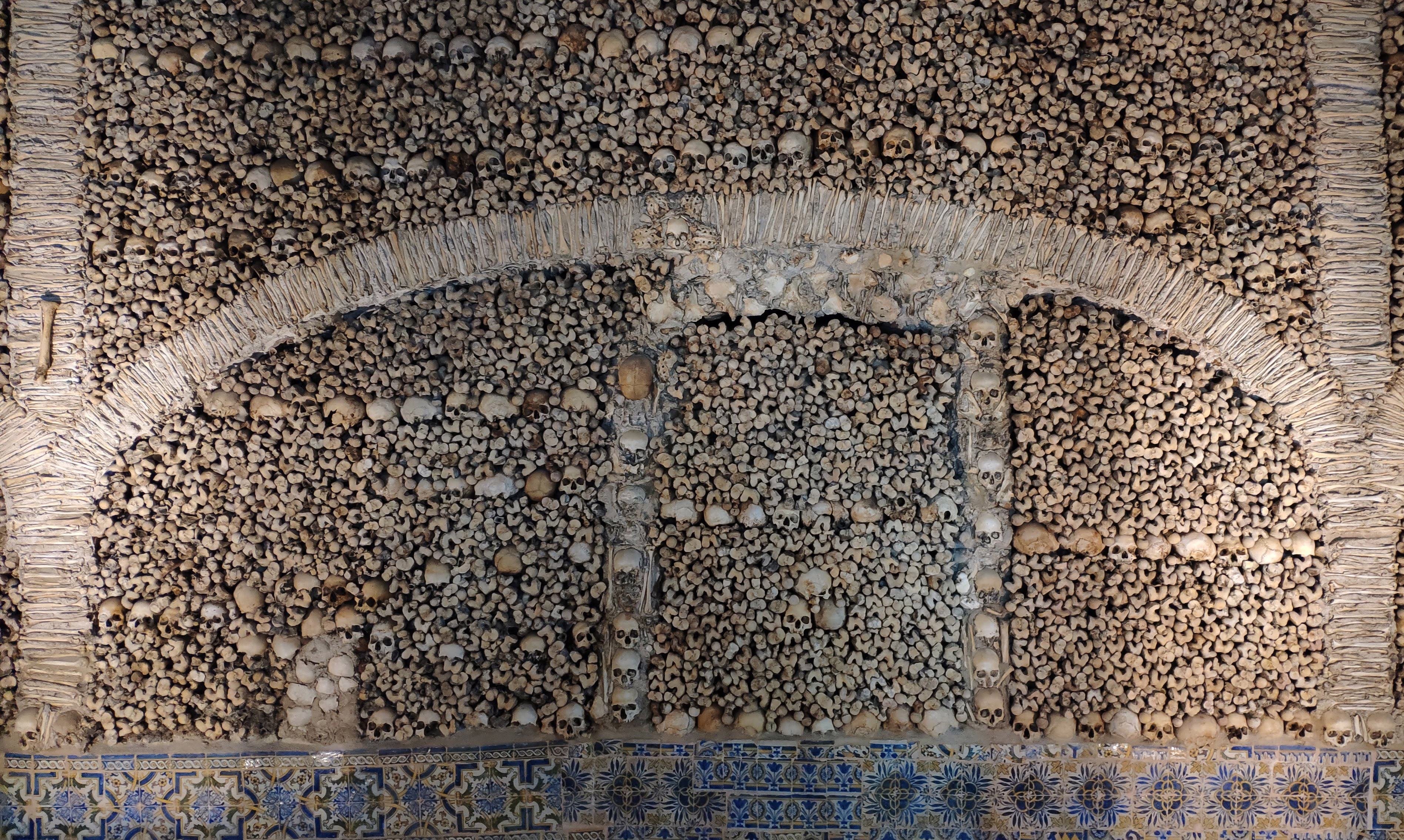
Een muur van botten
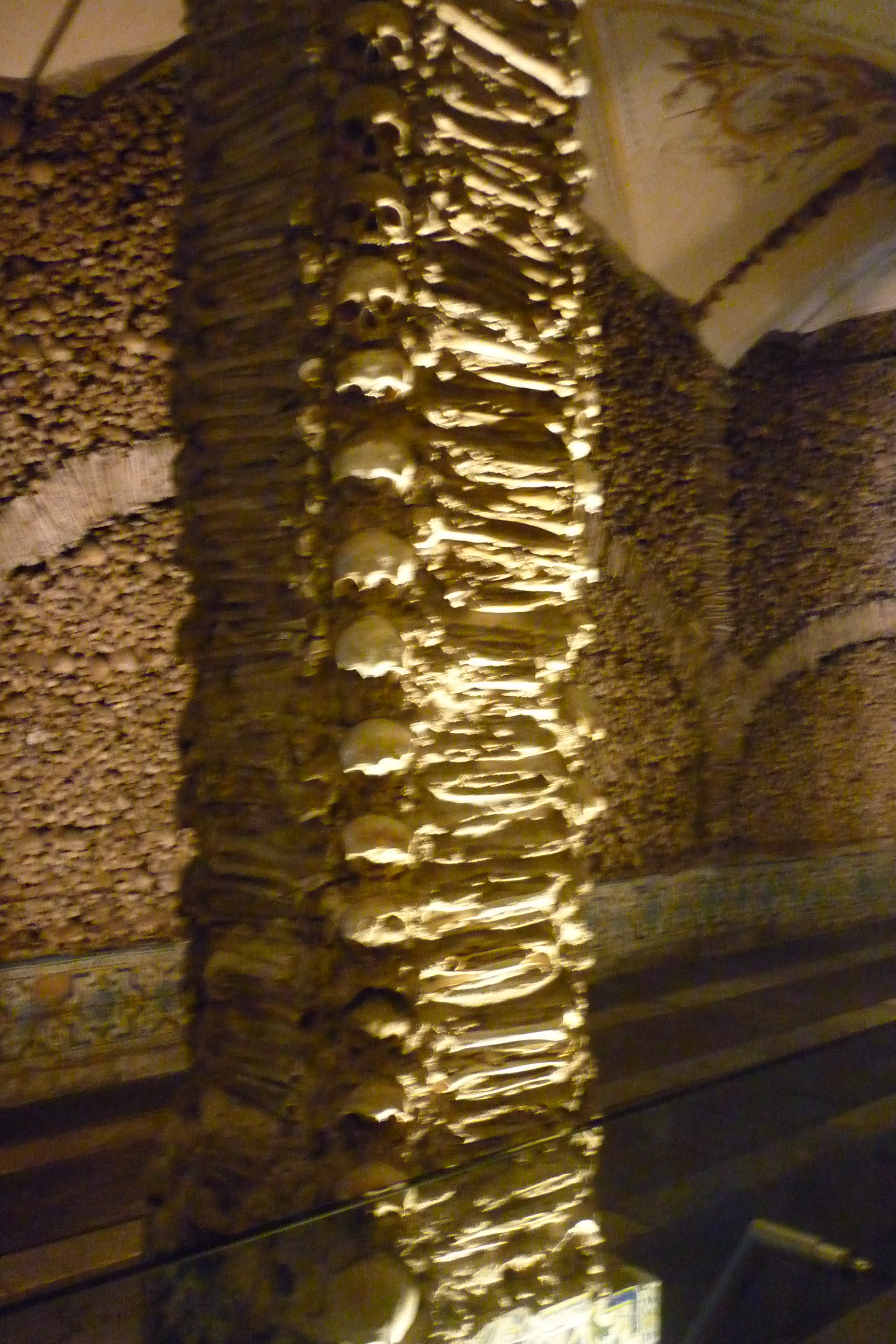
Een zuil van botten